# Poliana
Poliana is een geslacht van vlinders uit de familie pijlstaarten (Sphingidae).

## Soorten
- Poliana albescens Inoue, 1996
- Poliana buchholzi (Plotz, 1880)
- Poliana leucomelas Rothschild & Jordan, 1915
- Poliana micra Rothschild & Jordan, 1903
- Poliana wintgensi (Strand, 1910)